# Степковка (Черкасская область)
Степковка (укр. Степківка) — село в Уманском районе Черкасской области Украины.
Население по переписи 2001 года составляло 435 человек. Почтовый индекс — 20354. Телефонный код — 4744.
В селе родился Герой Советского Союза Ефрем Перевертнюк.

## Местный совет
20354, Черкасская обл., Уманский р-н, с. Степковка, переул. Школьный, 7